# 한국희
한국희(韓國熙, 1958년 12월 29일 ~ )은 대한민국의 제8·9대 전라북도 장수군의원이다.

## 학력
- 전북과학대학교 경영계열 세무회계전공 졸업

## 경력
- 번암·산서·계남면장
- 장수군 문화체육관광사업소장
- 장수군 기획조정실장
- 장수교육행정협의회 위원
- 규제개혁위원회 위원
- 장수한우지방공사 이사
- 장수문화원 이사
- 2018.07 ~ 2022.06 제8대 전라북도 장수군의회 의원
- 2018.07 ~ 2020.07 제8대 전라북도 장수군의회 전반기 부의장
- 2018.07 ~ 2020.07 제8대 전라북도 장수군의회 전반기 행정복지위원회 위원
- 2018.07 ~ 2020.07 제8대 전라북도 장수군의회 전반기 산업건설위원회 위원
- 2018.07 ~ 2020.07 제8대 전라북도 장수군의회 전반기 예산결산특별위원회 위원장
- 2020.07 ~ 2022.06 제8대 전라북도 장수군의회 후반기 산업건설위원회 위원
- 2020.07 ~ 2022.06 제8대 전라북도 장수군의회 후반기 행정복지위원회 위원장
- 2020.07 ~ 2022.06 제8대 전라북도 장수군의회 후반기 예산결산특별위원회 위원
- 2024.04 ~ 제9대 전북특별자치도 장수군의회 의원
- 2024.04 ~ 2024.07 제9대 전북특별자치도 장수군의회 전반기 산업건설위원회 위원
- 2024.04 ~ 2024.07 제9대 전북특별자치도 장수군의회 전반기 행정복지위원회 위원
- 2024.07 ~ 제9대 전북특별자치도 장수군의회 후반기 행정복지위원회 위원
- 2024.07 ~ 제9대 전북특별자치도 장수군의회 후반기 산업건설위원회 위원
- 2024.07 ~ 제9대 전북특별자치도 장수군의회 후반기 예산결산특별위원회 위원장

## 역대 선거 결과
|  | 29.68% |

|  | 55.91% |